# Гай Септимий
Гай Септимий (на латински: Gaius Septimius) е привърженик на Луций Сергий Катилина и участник в неговия заговор. Произлиза от фамилията Септимии.
През 63 пр.н.е. Катилина планува да вземе властта в Римската република. Гай Септимий е изпратен да събира за тази цел войска в Пиценум.